# أنجليكا نويفرت
أنجليكا نويفرت (بالألمانية: Angelika Neuwirth)‏ هي مستعربة ألمانية، ولدت في 4 نوفمبر 1943 في نينبورغ في ألمانيا.
و

## سيرة شخصية
هي عالمة إسلاميات، حاصلة على دكتوراه في الإسلاميات عام 1972. في عام 1992، تلقت من البروفيسور أنتون سبيتالر مجموعة ميكروفيلمات لنسخ قديمة من القرآن، مخزنة منذ الحرب في قسم اللغة العربية بجامعة برلين الحرة.
منذ عام 2005، ترأس وحدة أبحاث كوربوس القرآن في برلين.

## أبحاثها
عملت نويفرت في العديد من الموضوعات المتعلقة بالإسلام والقرآن في مراحله الأولى. يمكننا الاستشهاد بأبحاث حول اتساق النص، والتأثير اليهودي في القرآن، والقرآن كنص من العصور القديمة المتأخرة، والقرآن كنص طقسي قريب من الأشكال المسيحية.
تستند تحليلاتها إلى مبدأ أن القرآن أصبح «نصًا لا يفهم معناه إلا بالرجوع إلى التقاليد الإسلامية اللاحقة». وقد انتقد هذا النهج على نطاق واسع. وهكذا، انتقد رينولدز إلحاقها السور إلى الزمن المكي أو الزمن المدني «دون مبرر».
وهي معروفة بتوجهها الجد «كلاسيكي»، والمخلص تمامًا للتقليد الإسلامي. يرى Dye، أنها تنتمي إلى «المدرسة الألمانية» المحافظة نسبيًا المتمسكة بنموذج ثيودور نولدكه.

## وصلات خارجية
- أنجليكا نويفرت على موقع مونزينجر (الألمانية)